# ジョー・セネカ
ジョー・セネカ（Joe Seneca,  1919年1月14日 - 1996年8月15日）は、アメリカ合衆国の俳優である。

## 来歴
1919年、オハイオ州クリーブランドに生まれる。これまで数々の映画へ出演して、ベテランのアフリカ系俳優としてアメリカ国内でも知られており、1985年に出演した西部劇映画『シルバラード』ではダニー・グローヴァー演じるキャラクターの父親役を演じている。
特にセネカのキャリアで知られているのは1986年のブルースを主題としたロード・ムービー『クロスロード』で、伝説のブルース奏者ウィリー・ブラウン役で、ラルフ・マッチオ演じる主人公と作品を盛り上げている。映画以外にもマイケル・ジャクソンの『ザ・ウェイ・ユー・メイク・ミー・フィール』のミュージックビデオなどへも出演している。かつてはソングライターとして活動した時期もあり、リトル・ウィリー・ジョンが唄った「Talk to Me」などをてがけている。
1996年に気管支喘息のために死去。77歳。

## 出演作品

### 映画
- サブウェイ・パニック Subway Panic (1974)
- ウィルマ Wilma (1977) ※テレビ映画
- The Tenth Month (1979) ※テレビ映画
- The Fish That Saved Pittsburgh (1979)
- クレイマー、クレイマー Kramer, Kramer (1979)
- 評決 The Verdict (1992)
- 地獄で眠れ The Evil That Men Do (1984)
- ファイター・ジョー・モラン Terrible Joe Moran (1984) ※テレビ映画
- House of Dies Drear (1984) ※テレビ映画
- Heart of the Garden (1985)
- シルバラード Silverado (1985)
- クロスロード Crossroads (1986)
- Samaritan: The Mitch Snyder Story (1986)
- ルイジアナの夜明け A Gathering of Old Men (1987) ※テレビ映画
- ビッグ・ショット Big Shots (1987)
- Moments Without Proper Names (1987)
- スクール・デイズ School Daze (1988)
- ブロブ/宇宙からの不明物体 The Blob (1988)
- ターザン ニューヨークへ行く Tarzan in Manhattan (1989) ※テレビ映画
- モ'・ベター・ブルース Mo' Better Blues (1990)
- ミシシッピー・マサラ Mississippi Masala (1991)
- マルコムX Malcolm X (1992)
- 聖者の眠る街 The Saint of Fort Washington (1993)
- 怒りを我らに The Vernon Johns Story (1994) ※テレビ映画
- 評決のとき A Time to Kill (1996)
- The Longest Memory (1997)

### テレビドラマ
- アメリカン・パレード The American Parade (1976)
- アメリカン・プレイハウス American Playhouse (1984)
- 私立探偵スペンサー Spenser: For Hire (1985)
- 世にも不思議なアメージング・ストーリー/ 『ドロシーとベン』 Amazing Stories (1986)
- Throb (1987)
- コスビー・ショー The Cosby Show (1987)
- ゴールデン・ガールズ The Golden Girls (1987)
- Mr.プレジデント Mr. President (1987)
- 227 (1988)
- 13日の金曜日 Friday the 13th (1988)
- ホークと呼ばれた男 A Man Called Hawk (1989)
- ザ・シークレット・ハンター The Equalizer (1989)
- マトロック Matlock (1989)
- 夜の大捜査線 In the Heat of the Night (1989)
- チャイナ・ビーチ China Beach (1990)
- 天才少年ドギー・ハウザー Doogie Howser, M.D. (1990)
- ロー&オーダー Law & Order (1993)
- シークエスト SeaQuest DSV (1995)
- Sweet Justice (1995)
- クリスティ Christy (1995)

## 参照
1. 1 2  “Joe Seneca Biography”. 2014年7月2日閲覧。
2. ↑  http://community.seattletimes.nwsource.com/archive/?date=19960817&slug=2344533